# Magyarország történelme különös tekintettel a jogfejlésre
A Magyarország történelme különös tekintettel a jogfejlésre egy 19. század közepén megjelent nagyobb terjedelmű magyar történelmű munka volt.

## Története
Bocsor István a neves pápai református főiskolán működött tanárként, tantárgyai a közjog és a történelem voltak. Fő műve az 1861 és 1869 között megjelent 4 kötetes Magyarország történelme, amely először hét füzetben látott napvilágot. Az alkotás nagy terjedelme (1812 oldal) miatt jelentős műnek számított, különböző folyóiratokban ismertetések jelentek meg róla (Sürgöny: 1861/296. sz., Protestáns Egyházi és Iskolai Lap: 1862, Magyar Sajtó: 1862/114,126,127. sz., Sárospataki Füzetek: 1863, Századok 1870). A művet több helyen ajánlotta Mangold Lajos is A magyarok oknyomozó történelme című, többször megjelent kézikönyvében. A tartalomjegyzéket az utolsó füzet végén közölték, illetve ide került egy, a jogtörténeti mozzanatokra vonatkozó kereső jegyzék.
A művet elektronikus ingyenesen formában a Google Könyvek (1–3. füzet) és a REAL-EOD tette közzé (lásd. a táblázatban). Fizetős formában az Arcanum Adatbázis Kft. honlapján olvasható (1–5. füzet). Értékességét mutatja, hogy 2011-ben a Históriaantik Könyvesház fakszimile kiadásban jelentette meg. Ritkasága miatt keresett árverési tétel.

## Kötetbeosztás
| Kötet- és füzetszám    | Felölelt időszak | Kiadási év | Oldalszám  | Elektronikus elérhetőség       |
| ---------------------- | ---------------- | ---------- | ---------- | ------------------------------ |
| I. kötet / I. füzet    | kezdetek – 1490  | 1861       | 1–190.     | REAL-EOD, GoogleBooks, Arcanum |
| I. kötet / II. füzet   | 1301 – 1490      | 1862       | 191–404.   | REAL-EOD, GoogleBooks, Arcanum |
| II. kötet / III. füzet | 1490 – 1604      | 1863       | 405–586.   | REAL-EOD, GoogleBooks, Arcanum |
| II. kötet / IV. füzet  | 1604 – 1711      | 1864       | 587–890.   | REAL-EOD, Arcanum              |
| III. kötet / V. füzet  | 1711 – ?         | 1865       | 891–?      | REAL-EOD, Arcanum              |
| III. kötet / VI. füzet | ? – 1848         | ?          | ?–1444.    | REAL-EOD                       |
| IV. kötet / VII. füzet | 1848 – 1865      | 1869       | 1445–1812. | REAL-EOD                       |